# Пом'яновська Дарина Олександрівна
Дари́на Олекса́ндрівна Пом'яно́вська — українська спортивна гімнастка. Заслужений майстер спорту України.

## З життєпису
Проживає в селі Гірка Полонка. Переможниця кубку України зі спортивної акробатики.
2019 року вона, Мальчук Олександра та Куніцка Вікторія здобули золоту нагороду на чемпіонаті України (категорія 13-19 років).
В португальському місті Мая на Кубку світу–2022 зі спортивної акробатики команда посіла друге місце — Вікторія Куніцка; Олександра Мальчук і Дарина Пом'яновська. Тренери — Кришпінович Олена Юріївна і Пащук Вероніка Петрівна.
Надалі — тренер.